# نهرین
نهرین (به لاتین: Nahrin) یک منطقهٔ مسکونی در افغانستان است که در ولایت بغلان واقع شده‌است.